# DeepSeek-V2.5
DeepSeek-V2.5是深度求索于2024年9月15日发布的人工智能大型语言模型，专门适用于通用、编码等任务。在自然語言理解、文本生成、情感分析、知識圖譜構建等方面具有顯著的性能提升。

## 功能
DeepSeek-V2.5基於深度學習技術和與DeepSeek-V2-Chat與DeepSeek-Coder-V2-Instruct的合併升級版本，新模型融合了前兩個版本的通用能力和程式設計能力。 DeepSeek-V2.5更貼合人類的習慣，在書寫、指令跟隨等多個方面進行了優化。DeepSeek-V2.5在AlpacaEval 2.0中整體準確度為 50.5%，比 DeepSeek-V2-0628 (46.6%) 和 DeepSeek-Coder-V2-0724 (44.5%) 有所提升。在HumanEval Python中DeepSeek-V2.5 得分為 89，反映了其在編碼能力方面的顯著進步。在語言對齊方面，DeepSeek-V2.5在中文評估中優於GPT-4o mini和GPT-4o。但與OpenAI 的GPT-4o mini、Claude 3.5 Sonnet 和OpenAI 的GPT-4o 相比，性能較低。

## 使用
DeepSeek-V2.5使用MIT协议开源，意味着任何人都可以自由使用该模型，包括商业用途。用户可以在DeepSeek官方网站和App使用官方提供的服务。DeepSeek-V2.5上線時提供的 API 服務定價為價格為每 100 萬個代幣 0.14 美元，輸出代幣價格為每 100 萬個代幣 0.28 美元。

## DeepSeek-V2.5-1210
DeepSeek-V2.5-1210 是 DeepSeek V2.5 模型的最後一個版本，使用了Post-Training ，發布於2024年12月10日，這版模型優化了文件上傳功能，並且全新支援了聯網搜索。根據MATH-500數據集的評估，模型的數學任務完成率從74.8% 提升至82.8%，而LiveCodebench 的得分也從29.2% 提高到34.38%。此外，內部評估也表明，模型在寫作和推理能力上都有所提升，能夠產生連貫且符合上下文的輸出。